# Herakleides von Klazomenai
Herakleides von Klazomenai war ein zur Zeit des Peloponnesischen Krieges (431–404 v. Chr.) in Athen ansässig gewordener Grieche aus dem kleinasiatischen Klazomenai, der aufgrund von Diensten, die er dem Volk von Athen bei der Unterstützung einer Gesandtschaft an den persischen Hof und insbesondere bei der Bekämpfung der Dreißig Tyrannen leistete, das athenische Bürgerrecht erhielt und wichtige Staatsämter bekleidete. Seine genauen Lebensdaten sind nicht bekannt.
Zu Anfang der Regierungszeit des persischen Großkönigs Dareios II. (423 v. Chr.) muss Herakleides eine Vertrauensstellung am persischen Hof innegehabt haben. Möglicherweise war er dort als Dolmetscher oder Arzt tätig. In dieser Funktion konnte er einer Athener Delegation unter Leitung des Adligen Epilykos, des Oheims des späteren Redners Andokides, die in dieser Zeit in die persische Hauptstadt Susa kam, bei der Führung von Verhandlungen behilflich sein.
Man kann vermuten, dass Herakleides bald nach Abschluss der mit seiner Hilfe zustande gekommenen Bestätigung des Friedensvertrages zwischen Athen und Persien etwa um 420 v. Chr. in die attische Hauptstadt übergesiedelt ist. Dort hat er zunächst lange Jahre als privilegierter Schutzbürger (Metöke) gelebt. Da sich Herakleides offenbar seiner früheren wichtigen Rolle am persischen Königshof immer wieder brüstete, erhielt er von den Athenern den Spitznamen Basileus („König“).
Nach der Niederlage der Athener gegen Sparta und der Errichtung einer oligarchischen Regierung sahen sich die in Athen lebenden Metöken vonseiten der sogenannten „Dreißig Tyrannen“ brutalen Verfolgungsmaßnahmen ausgesetzt, unter denen u. a. auch die Familie des Redners Lysias, der in seiner Rede Gegen Eratosthenes darüber berichtet, zu leiden hatte. Wie andere seines Standes ging auch Herakleides in dieser Zeit ins Exil und schloss sich dort an die demokratische Emigration an. Er unterstützte nach Kräften ihre Führer, die vom Piräeus aus die Gewaltherrscher bekämpften. Für die hierbei erworbenen Verdienste wurde Herakleides 403 v. Chr. von der wiedererrichteten Demokratie das Athener Bürgerrecht verliehen, eine Ehrung, die dem ebenfalls ins Exil entwichenen Lysias versagt blieb. Der Stein, auf dem die Verleihung des Bürgerrechts an Herakleides eingemeißelt wurde, ist bei Ausgrabungen auf der Akropolis in Athen bereits im 19. Jahrhundert wiedergefunden worden.
Nach der Aufnahme in die Bürgerschaft hat sich Herakleides, dem es an Ehrgeiz offenbar nicht fehlte, an die Wortführer der extremen Demokratie angeschlossen. Diese Verbindung und seine Talente haben ihn rasch emporgebracht.
Der Philosoph Platon erwähnt Herakleides in seinem Dialog Ion, wo Sokrates den skeptischen Rhapsoden Ion darüber belehrt, dass Ausländer in Athen wichtige Stellungen einnehmen können. Als Beispiel für Einwanderer, die in der attischen Hauptstadt zu Ämtern, Ruhm und Ansehen gelangt sind, nennt Sokrates außer Herakleides noch Apollodoros den Kyzikener, der Athen als Heerführer diente, und Phanosthenes von Andros, der wie Herakleides in Athen zu wichtigen Staatsämtern gelangt war.